# Kirche von Västerhejde

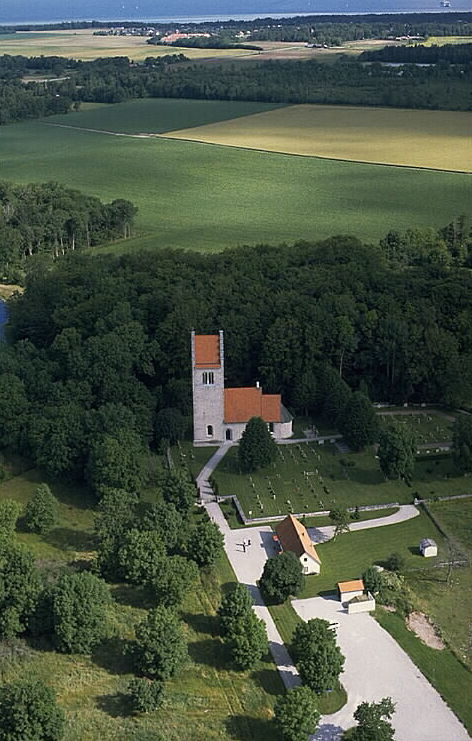
Kirche von Västerhejde mit Staffelgiebeln am Turm

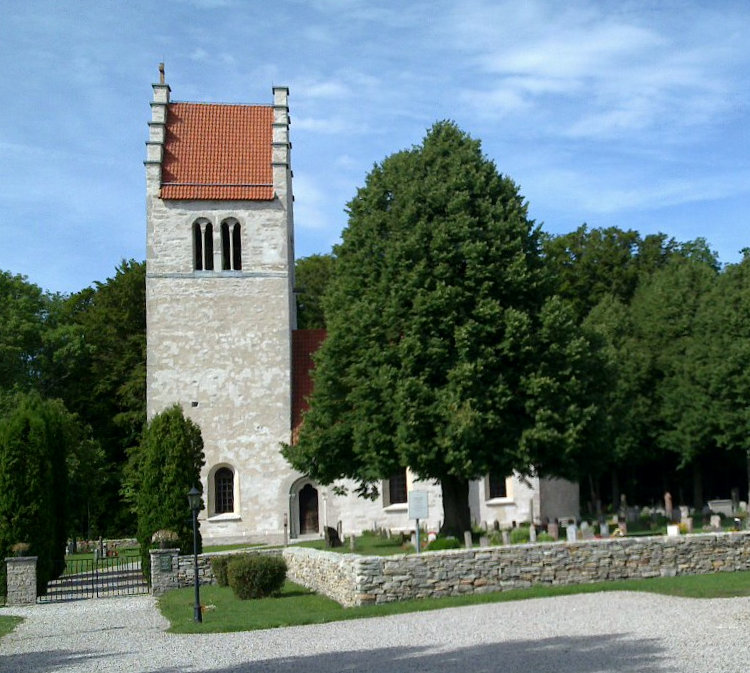
Kirche von Västerhejde mit Staffelgiebeln am Turm

Die Kirche von Västerhejde (Västerhejde kyrka) gehört zu den wenigen schwedischen Kirchen auf Gotland, deren Äußeres, wie bei den Kirchen von Fårö und Eksta, beachtlich verändert wurde.

## Lage
Västerhejde liegt 7 km südwestlich von Visby zwischen den Straßen 140 von Visby nach Klintehamn und der 142 von Visby nach Hemse.

## Kirchengebäude
Der Umbau betrifft hier allerdings nur den vergleichsweise hohen Turm, der mit seinen Treppengiebeln eine für Gotland fremde, typisch dänische Gestaltung erhielt, die dort allerdings meist in rotem Backstein ausgeführt wurde. Eine spitze Turmhaube wurde im Jahre 1856 abgetragen, woraufhin der aktuelle Turmabschluss, nach einer Idee des Architekten Fredrik Wilhelm Scholander entstand. Die Sakristei stammt aus dem Jahre 1884. Im Übrigen ist die Kirche eine gut erhaltene romanische Anlage, die aus einem Chor mit Apsis sowie einem rechteckigen Langhaus mit Flachdecke besteht. Auch der Turmbereich unterhalb der Treppengiebel ist noch romanisch. Chor und Langhaus scheinen zu Beginn des 13. Jahrhunderts errichtet worden zu sein, während der Turm Mitte des 13. Jahrhunderts hinzukam. Der Chor hatte ursprünglich in der Südwand, an der üblichen Stelle, ein Portal. Es wurde entfernt, als in den 1860er Jahren das große Fenster eingebaut wurde.

## Einrichtung

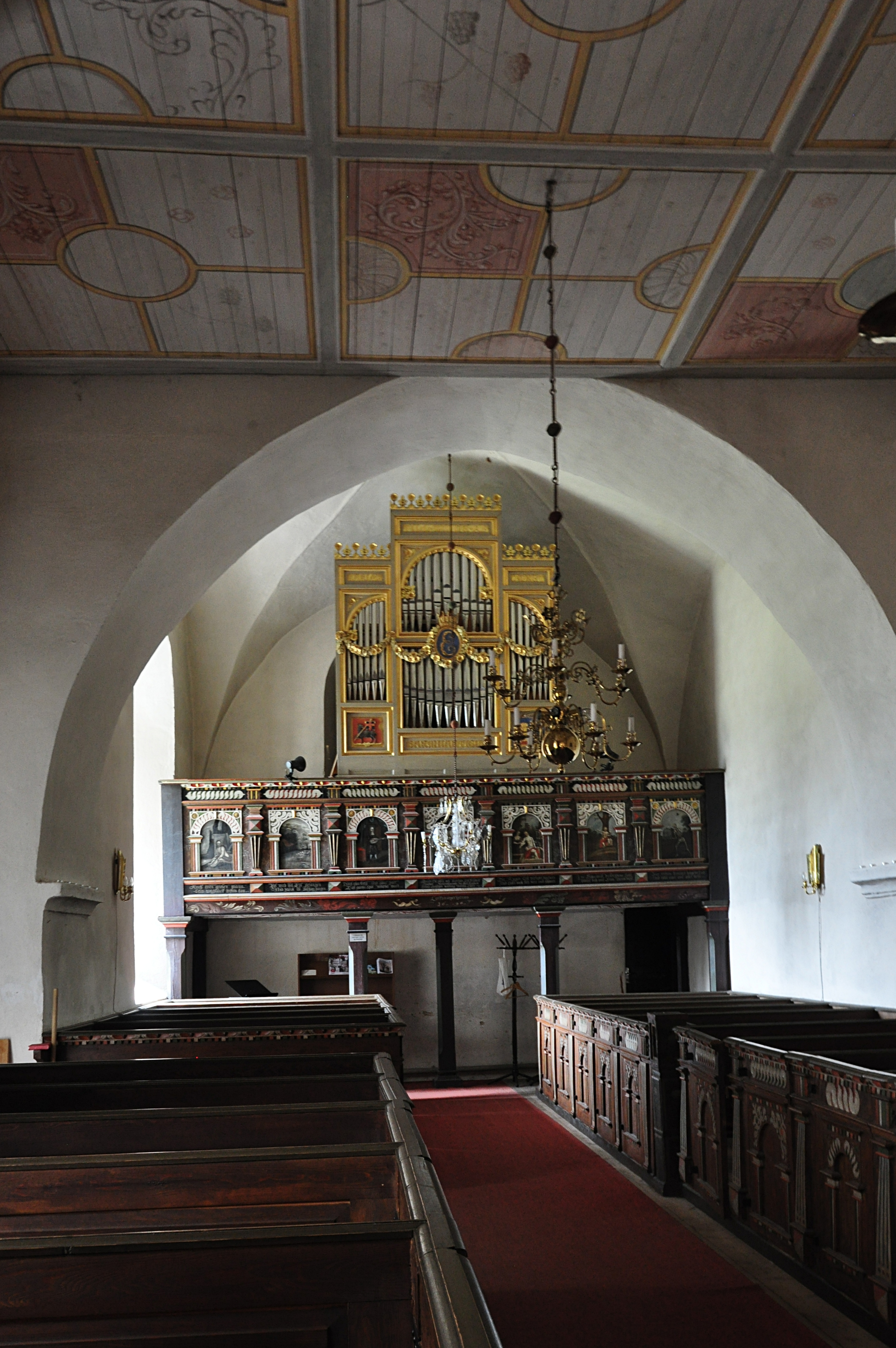
Innenraum mit Orgel

Die hölzerne Altartafel zeigt im Mittelfeld eine gemalte Kreuzigung, die der Inschrift zufolge 1662 ausgeführt wurde und Johan Bartsch zugeschrieben wird. Die Kanzel und das reich mit Skulpturen versehene Taufe aus Sandstein sind auch aus dem 17. Jahrhundert und einer Inschrift zufolge 1672 auf Kosten des Richters Oluf Lundsberg bemalt bzw. 1681 vom Richter Oluf Lundsberg gestiftet worden. Das schöne Gestühl stammt größtenteils aus demselben Jahrhundert. Es wurde allerdings 1936 bei einer Restaurierung ergänzt. Die ungewöhnlich gut erhaltene Orgelempore in der Turmkammer wurde von Nils dem Tischler 1689 hergestellt und einer Inschrift zufolge 1696, wahrscheinlich von „Johan Bartsch dem Jüngeren“ und seinem Sohn Rasmus, bemalt. An der Chorwand zeigt ein Ölgemälde, die Auferstehung Christi, signiert von Fredrik Westin (1782–1862) mit der Jahreszahl 1853; wahrscheinlich eine Donation der Prinzessin Charlotta Eugenia Augusta Amalia Albertina (1830–1889), kurz Eugenia, die während des Sommers im nahen Fridhem wohnte.
Die alte Kirchenglocke ist hinter dem Altar aufgestellt. Aus der verwitterten Inschrift lassen sich die Worte „PAS:TOR SVEN“ herauslesen. Wahrscheinlich ist dieser identisch mit Sveno Petri Boetius, von 1659 bis 1675 Pastor der Muttergemeinde Stenkumla.
Die Kirche wurde 1936 nach Plänen des Architekten Erik Fant restauriert.